# Cicloheptatrienă
Cicloheptatriena (CHT) este o cicloalchenă și trienă (anulenă) cu formula chimică C7H8.